# Cerura gnoma
Cerura gnoma är en fjärilsart som beskrevs av Fabricius 1779. Cerura gnoma ingår i släktet Cerura och familjen tandspinnare. Inga underarter finns listade i Catalogue of Life.